# Хенераль Сан-Мартин (станция метро)
«Хенераль Сан-Мартин» (исп. General San Martín) — станция Линии C метрополитена Буэнос-Айреса.
Станция находится в районе Ретиро в нескольких метрах от площади Сан-Мартина, от которой станция метро и получила своё наименование. Площадь же была названа в честь Хосе де Сан-Мартина, национального героя Аргентины. Станция Хенераль Сан-Мартин была открыта 17 августа 1937 года. В 1997 году станция была включена в число Национальных исторических памятников.
Первоначально станция не была украшена фресками, они появились только в 1969 году, когда на станции появились 8 росписей художника Родольфы Медины. Серия получила название «Поступки Сан-Мартина» (исп. La gesta sanmartiniana).